# Felix Klein Prize
Der Felix Klein Prize der European Mathematical Society (EMS) und des Fraunhofer-Instituts für Techno- und Wirtschaftsmathematik (ITWM) ist ein alle vier Jahre auf dem Europäischen Mathematikerkongress (ECM) verliehener Preis an junge angewandte Mathematiker (normalerweise im Alter unter 38 Jahren). Das Preisgeld beträgt 5000 Euro. Zuerst wurde der Preis 2000 verliehen. Er ist nach dem Mathematiker Felix Klein benannt.
Er wird verliehen für die Entwicklung ausgefeilter Methoden zur (auch in der Praxis vollständig befriedigenden) Lösung eines konkreten und schwierigen angewandten Problems der Industrie-Mathematik (using sophisticated methods to give an outstanding solution, which meets with the complete satisfaction of industry, to a concrete and difficult industrial problem).
Er ist nicht mit der Felix Klein Medal der International Commission on Mathematical Instruction (ICMI) zu verwechseln (verliehen für herausragende Lebensleistung in der Mathematikdidaktik).

## Preisträger
- 2000 David Dobson (USA)
- 2004 nicht verliehen
- 2008 Josselin Garnier (Frankreich)
- 2012 Emmanuel Trélat (Frankreich)
- 2016 Patrice Hauret (Frankreich)
- 2020 Arnulf Jentzen (Deutschland)
- 2024 Fabien Casenave (Frankreich)